# Romkert (Kecskemét)
Kecskemét főterén, a Városháza előtt, a Szent Miklós-templom mellett található a „romkert” nevű kőépítmény és az azt körülvevő kis füves terület.

## Története
Az 1698-ban épült egykori Szent Mihály-kápolnának ma már csak az alapfalai láthatóak a főtéri romkertben. Hajóját a templom körüli temető 1400-as években épült csonttárolójára alapozták. 1796-ban bontották le, majd 1973-74-ben került napvilágra. A romkert mai formáját 1974-ben nyerte el Mayer Antal tervei alapján.